# Golfe nos Jogos Pan-Americanos de 2015 - Equipes mistas
A categoria Equipes mistas foi uma competição de golfe nos Jogos Pan-Americanos de 2015 disputada entre 16 e 19 de julho no Angus Glen Golf Club em Markham, Ontário, no Canadá.

## Calendário
Horário Local (UTC-5).
| Data        | Hora  | Rodada   |
| ----------- | ----- | -------- |
| 16 de julho | 8:00  | Rodada 1 |
| 17 de julho | 10:12 | Rodada 2 |
| 18 de julho | 8:00  | Rodada 3 |
| 19 de julho | 9:04  | Rodada 4 |

## Medalhistas
|  | COL Colômbia                                        |  | USA Estados Unidos                                |  | ARG Argentina                                                 |
|  | Mateo Gómez Paola Moreno Marcelo Rozo Mariajo Uribe |  | Beau Hossler Lee McCoy Andrea Lee Kristen Gillman |  | Tommy Cocha Alejandro Tosti Delfina Acosta Manuela Carbajo Ré |

## Resultados
| Rank              | Nation                | Name                                                                  | Round 1         | Round 2         | Round 3         | Round 4         | Total |
| ----------------- | --------------------- | --------------------------------------------------------------------- | --------------- | --------------- | --------------- | --------------- | ----- |
| Medalha de ouro   | COL Colômbia          | Marcelo Rozo Mateo Gómez Paola Moreno Mariajo Uribe                   | 137 68 75 73 69 | 141 76 71 70    | 133 63 75 71 70 | 138 68 76 73 70 | −27   |
| Medalha de prata  | USA Estados Unidos    | Beau Hossler Lee McCoy Andrea Lee Kristen Gillman                     | 139 70 69 75    | 136 74 68 75    | 138 68 71 70 71 | 139 69 74 70    | −24   |
| Medalha de bronze | ARG Argentina         | Tommy Cocha Alejandro Tosti Delfina Acosta Manuela Carbajo Re         | 139 73 65 80 74 | 142 69 79 73 76 | 141 67 68 76 74 | 144 67 72 77 81 | −10   |
| 4                 | PER Peru              | Felipe Strobach Luis Barco Lucía Gutierrez Simone de Souza            | 144 77 70 74 82 | 138 73 68 70 80 | 144 70 72 76 74 | 150 76 78 75 74 | Até   |
| 5                 | MEX México            | Álvaro Ortiz Luis Gerardo Garza Margarita Ramos Marijosse Navarro     | 151 78 79 77 73 | 141 77 73 75 68 | 143 74 70 75 73 | 143 74 77 69 71 | +2    |
| 6                 | ECU Equador           | Jose Andrés Miranda Juan Miguel Heredia Coralia Arias Daniela Darquea | 144 75 73 82 71 | 147 74 76 78 73 | 148 74 71 77 78 | 144 79 70 74 76 | +7    |
| 7                 | VEN Venezuela         | Jorge García Gustavo Morantes Veronica Felibert Ariadna Fonseca       | 149 70 71 79 82 | 149 74 75 78 75 | 142 68 74       | 147 74 75 73 76 | +11   |
| 8                 | CAN Canada            | Austin Connelly Garrett Rank Lorie Kane                               | 149 70 79       | 152 69 72 83    | 145 70 72 75    | 144 71 70 74    | +14   |
| 9                 | BRA Brasil            | Andre Tourinho Adilson da Silva Luiza Altmann Clara Teixeira          | 152 70 71 – 82  | 147 74 70 77 82 | 146 70 73 76 87 | 148 72 76 82    | +17   |
| 10                | BOL Bolívia           | José Luis Montaño George Scanlon Natalia Pérez Natalia Soria          | 147 70 83 77 84 | 152 72 74 83 80 | 148 75 69 79 86 | 152 73 79       | +23   |
| 10                | GUA Guatemala         | Daniel Gurtner Sebastian Barnoya Lucia Polo Pilar Echeverria          | 153 76 77 78    | 154 76 79 78 83 | 147 71 74 76    | 145 73 75 72 78 | +23   |
| 10                | PAR Paraguai          | Gustavo Silvero Julieta Granada Milagros Chaves                       | 148 80 68 83    | 154 83 71 73    | 151 79 72 73    | 146 74 72 73    | +23   |
| 13                | CHI Chile             | Felipe Aguilar Mark Tullo Pilar Schele Valentina Haupt                | 151 69 74 90 82 | 150 67 69 90 83 | 148 69 74 84 79 | 151 71 70 82 81 | +24   |
| 14                | PUR Porto Rico        | Erick Juan Morales Maria Torres                                       | 148 71 77       | 151 76 75       | 153 74 79       | 152 76          | +28   |
| 15                | TTO Trinidad e Tobago | Sachin Kumar Talin Rajendranath Christina Ferreira Monifa Sealy       | 155 78 74 84 81 | 153 76 78 85 77 | 150 73 75 79 77 | 156 75 74 82 83 | +38   |
| 16                | URU Uruguai           | Juan Álvarez Manuela Barros Priscilla Schmid                          | 161 82 87 79    | 160 73 92 87    | 148 68 85 80    | 150 71 79 84    | +43   |

## Ligações Externas
- Site oficial